# Acontia flavonigra
Acontia flavonigra är en fjärilsart som beskrevs av Swinhoe 1884. Acontia flavonigra ingår i släktet Acontia och familjen nattflyn. Inga underarter finns listade i Catalogue of Life.